# Émilie Mathieu
Pour les articles homonymes, voir Mathieu.
Émilie Mathieu, née le 17 janvier 1818 à Nevers (Nièvre) et morte le 14 mars 1904 à Marzy, est une femme de lettres et compositrice de musique française.

## Biographie
Antoinette Émilie Mathieu est la fille de Catherin César Mathieu et de Aimée Alexandrine Charleuf.
Elle est la sœur cadette de dix ans du poète, chansonnier et goguettier Gustave Mathieu (1806-1877) et la tante de Marie-Alexandrine Mathieu (1832-1906), aquafortiste et paysagiste, élève de Courbet.
Elle demeura au château de Monceau à Marzy. Elle écrivit des opéras-comiques et des nouvelles dont elle fit les musiques. Elle réalisa des compositions musicales sur des opéras-comiques d'Antoine François Robin, (1789-1868), père de Cécile de Las Cases, épouse de Auguste de Las Cases, petit-fils du mémorialiste qui nous donnera le  portrait suivant d'Émilie :

« Mais voici la perle de la famille, et celle-là a été vraiment une amie de la vieillesse de mon père, Mademoiselle Émilie Mathieu. Elle pouvait avoir trente cinq ans. Ses joues rondes et rose où se perdait un peu son petit nez, et sa bouche mignonne étaient encadrées de boucles blondes abondamment frisées. Ses yeux bleus, naïfs et aimants, reflets de cette âme très pure, étaient surmontés par un front bombé, un vrai front de musicienne. C'était en effet une artiste distinguée, un aimable et génial compositeur. Méhul, Grétry, Boieldieu étaient ses modèles. Le salon de sa mère avait été comme le temple joyeux de ces aimables maîtres. On y a chanté leurs œuvres et celles de divers contemporains, avec talent parfois, avec plaisir toujours. Mon père, qui, comme littérateur, retardait aussi sur la mode, composa avec elle de jolis opéras-comiques: La Rosière, La Comète… Quelle joie il éprouvait à entendre ses vers mis en valeur par les mélodies heureuses que trouvait aisément sa collaboratrice. […] Mademoiselle Émilie était profondément croyante et pieuse. Elle a composé bien des Motets et contribué au charme des cérémonies religieuses. Je sais qu'à la fin de sa vie elle écrivait de petites comédies pour les patronages. Les changements radicaux survenus dans l'art musical ont dû lui être très pénibles. J'ai encore d'elle de jolies mélodies sur des paroles de Ronsard et de Thibaut comte de Champagne »

— Cécile de Las Cases, Souvenirs - Les Dames Mathieu, Marzy, la vieillesse de mon père.
Maurice Bardin a présenté l'œuvre musicale d'Émilie Mathieu lors d'une conférence devant les Amis du musée de Marzy le 1er décembre 1991, dans laquelle il souligne son habileté à élaborer des opérettes et des chœurs à six voix.

## Œuvre littéraire
- L'Histoire d'un petit musicien Nouvelle, illustrée de huit gravures, 1898, 1900, et 1912, (4e édition : Lille Desclée de Brouwer, 1912.
- La Babillarde, comédie en 1 acte, éd. Desclée de Brouwer, 1896, réédition 1947, 31 pages.
- Au fil de l'eau, idylle, 1897
- Le Roman d'un solitaire, 1899
- Les Aventures de Toini ; le Fil de la Vierge ; Les Trois Couronnes ; La Sentinelle, éd. Desclée de Brouwer, 7 gravures, 1903
- Les Bijoux de la marquise, comédie en 1 acte, Desclée de Brouwer, 1903
- Le Jeune Fanfaron, comédie en 1 acte, éd. Desclée de Brouwer et Cie, 1903, 24.p.
- « La jeunesse d'Adam Billaut, le poète menuisier », [nouvelle] in Le Paris-Centre, du mois d'octobre 1938 à janvier 1939[1].

### Publications
Émilie Mathieu collabore à :
- Le simple almanach de Mathieu de la Nièvre, publication de son frère Gustave Mathieu (1806-1877),
- La Revue du Nivernais de Achille Millien, en 1897-1898.

## Œuvre musicale
- Composition de la musique pour la messe de béatification de Sainte Marguerite Marie Alacoque à Paray-le-Monial, 1864
- Les Conseils de la Mère Colette, chanson, 1898-1899
- Garçons et Rosières opéra-comique, en 1 acte, musique, texte de: Antoine François Robin (1789-1868), partition conservée au Musée municipal de Gautron du Coudray de Marzy
- La Comète, opéra-comique, musique, texte de: Antoine Françaois Robin
- Motets
- Musique sur des poèmes de Ronsard et de Thibaut de Champagne